# Zapoj
Zapoy (in russo: запой) è un termine usato in Russia e in altri stati dell'ex Unione Sovietica per indicare un massiccio abuso di alcol che ha come risultato uno stato di ebbrezza della durata di due o più giorni consecutivi. Nel 2007 si è riscontrato un importante abuso di alcol in circa il 20% dei maschi russi e circa il 30% delle morti degli uomini tra i 20 e i 60 anni sono state ricondotte (direttamente o indirettamente) all'abuso di alcol.